# Фудбалска репрезентација Мауританије
Фудбалска репрезентација Мауританије (арап. منتخب موريتانيا لكرة القدم‎; фр. Équipe de Mauritanie de football) национални је фудбалски тим који на међународној фудбалској сцени представља Исламску Републику Мауританију. Делује под ингеренцијом Фудбалског савеза ИР Мауританије који је основан 1961, а у чланству ФИФА и КАФ је од 1970, односно од 1976. године.
Репрезентација је позната под надимком Al-Murabitun (ел Мурабитун или Алморавиди), националне боје су жута и зелена, а своје домаће утакмице тим игра на Стадиону Олимпик у Нуакшоту капацитета око 20.000 места. Најбољи пласман на ФИФа ранг листи репрезентација Мауританије остварила је у јулу 2001. када је заузимала 81. место, док је најлошији пласман имала у периоду новембар−јануар 2012/13. када је заузимала 206. место.
Репрезентација Мауританије је један од најслабијих афричких фудбалских тимова и никада у историји се није квалификовала ни на светско првенство, ни на Афрички куп нација.

## Резултати на светским првенствима
| ФИФА светско првенство | ФИФА светско првенство | ФИФА светско првенство | ФИФА светско првенство | ФИФА светско првенство | ФИФА светско првенство | ФИФА светско првенство | ФИФА светско првенство | ФИФА светско првенство |                        | Квалификације за светска првенства | Квалификације за светска првенства | Квалификације за светска првенства | Квалификације за светска првенства | Квалификације за светска првенства | Квалификације за светска првенства |               |
| Година                 | Коло                   | Пласман                | Ут                     | П                      | Н                      | И                      | Гол+                   | Гол-                   | Ут                     | П                                  | Н                                  | И                                  | Гол+                               | Гол-                               |                                    |               |
| ---------------------- | ---------------------- | ---------------------- | ---------------------- | ---------------------- | ---------------------- | ---------------------- | ---------------------- | ---------------------- | ---------------------- | ---------------------------------- | ---------------------------------- | ---------------------------------- | ---------------------------------- | ---------------------------------- | ---------------------------------- | ------------- |
| 1930−1958.             | Саставни део Француске | Саставни део Француске | Саставни део Француске | Саставни део Француске | Саставни део Француске | Саставни део Француске | Саставни део Француске | Саставни део Француске | Саставни део Француске | Саставни део Француске             | Саставни део Француске             | Саставни део Француске             | Саставни део Француске             | Саставни део Француске             |                                    |               |
| 1962−1974.             | Нису учествовали       | Нису учествовали       | Нису учествовали       | Нису учествовали       | Нису учествовали       | Нису учествовали       | Нису учествовали       | Нису учествовали       | Нису учествовали       | Нису учествовали                   | Нису учествовали                   | Нису учествовали                   | Нису учествовали                   | Нису учествовали                   |                                    |               |
| 1978.                  | Нису се квалификовали  | Нису се квалификовали  | Нису се квалификовали  | Нису се квалификовали  | Нису се квалификовали  | Нису се квалификовали  | Нису се квалификовали  | Нису се квалификовали  | 2                      | 0                                  | 1                                  | 1                                  | 1                                  | 3                                  |                                    |               |
| 1982.                  | Нису учествовали       | Нису учествовали       | Нису учествовали       | Нису учествовали       | Нису учествовали       | Нису учествовали       | Нису учествовали       | Нису учествовали       | Нису учествовали       | Нису учествовали                   | Нису учествовали                   | Нису учествовали                   | Нису учествовали                   | Нису учествовали                   |                                    |               |
| 1986.                  | Нису учествовали       | Нису учествовали       | Нису учествовали       | Нису учествовали       | Нису учествовали       | Нису учествовали       | Нису учествовали       | Нису учествовали       | Нису учествовали       | Нису учествовали                   | Нису учествовали                   | Нису учествовали                   | Нису учествовали                   | Нису учествовали                   |                                    |               |
| 1990.                  | Нису учествовали       | Нису учествовали       | Нису учествовали       | Нису учествовали       | Нису учествовали       | Нису учествовали       | Нису учествовали       | Нису учествовали       | Нису учествовали       | Нису учествовали                   | Нису учествовали                   | Нису учествовали                   | Нису учествовали                   | Нису учествовали                   |                                    |               |
| 1994.                  | Нису учествовали       | Нису учествовали       | Нису учествовали       | Нису учествовали       | Нису учествовали       | Нису учествовали       | Нису учествовали       | Нису учествовали       | Нису учествовали       | Нису учествовали                   | Нису учествовали                   | Нису учествовали                   | Нису учествовали                   | Нису учествовали                   |                                    |               |
| 1998.                  | Нису се квалификовали  | Нису се квалификовали  | Нису се квалификовали  | Нису се квалификовали  | Нису се квалификовали  | Нису се квалификовали  | Нису се квалификовали  | Нису се квалификовали  | 2                      | 0                                  | 1                                  | 1                                  | 0                                  | 2                                  |                                    |               |
| 2002.                  | Нису се квалификовали  | Нису се квалификовали  | Нису се квалификовали  | Нису се квалификовали  | Нису се квалификовали  | Нису се квалификовали  | Нису се квалификовали  | Нису се квалификовали  | 2                      | 0                                  | 0                                  | 2                                  | 1                                  | 5                                  |                                    |               |
| 2006.                  | Нису се квалификовали  | Нису се квалификовали  | Нису се квалификовали  | Нису се квалификовали  | Нису се квалификовали  | Нису се квалификовали  | Нису се квалификовали  | Нису се квалификовали  | 2                      | 1                                  | 0                                  | 1                                  | 2                                  | 4                                  |                                    |               |
| 2010.                  | Нису се квалификовали  | Нису се квалификовали  | Нису се квалификовали  | Нису се квалификовали  | Нису се квалификовали  | Нису се квалификовали  | Нису се квалификовали  | Нису се квалификовали  | 4                      | 0                                  | 0                                  | 4                                  | 2                                  | 12                                 |                                    |               |
| 2014.                  | Нису учествовали       | Нису учествовали       | Нису учествовали       | Нису учествовали       | Нису учествовали       | Нису учествовали       | Нису учествовали       | Нису учествовали       | Нису учествовали       | Нису учествовали                   | Нису учествовали                   | Нису учествовали                   | Нису учествовали                   | Нису учествовали                   |                                    |               |
| 2018.                  | Нису се квалификовали  | Нису се квалификовали  | Нису се квалификовали  | Нису се квалификовали  | Нису се квалификовали  | Нису се квалификовали  | Нису се квалификовали  | Нису се квалификовали  | 4                      | 1                                  | 1                                  | 2                                  | 7                                  | 5                                  |                                    |               |
| 2022.                  | Биће одлучено          | Биће одлучено          | Биће одлучено          | Биће одлучено          | Биће одлучено          | Биће одлучено          | Биће одлучено          | Биће одлучено          | Биће одлучено          | Биће одлучено                      | Биће одлучено                      | Биће одлучено                      | Биће одлучено                      | Биће одлучено                      | Биће одлучено                      | Биће одлучено |
| 2026.                  | Биће одлучено          | Биће одлучено          | Биће одлучено          | Биће одлучено          | Биће одлучено          | Биће одлучено          | Биће одлучено          | Биће одлучено          | Биће одлучено          | Биће одлучено                      | Биће одлучено                      | Биће одлучено                      | Биће одлучено                      | Биће одлучено                      | Биће одлучено                      | Биће одлучено |
| Укупно                 | −                      | 0/21                   | −                      | −                      | −                      | −                      | −                      | −                      | 16                     | 2                                  | 3                                  | 11                                 | 13                                 | 31                                 |                                    |               |

## Афрички куп нација
| Успеси на Афричком купу нација | Успеси на Афричком купу нација | Успеси на Афричком купу нација | Успеси на Афричком купу нација | Успеси на Афричком купу нација | Успеси на Афричком купу нација | Успеси на Афричком купу нација | Успеси на Афричком купу нација | Успеси на Афричком купу нација |
| Година                         | Коло                           | Пласман                        | Ут                             | П                              | Н                              | И                              | Гол+                           | Гол-                           |
| ------------------------------ | ------------------------------ | ------------------------------ | ------------------------------ | ------------------------------ | ------------------------------ | ------------------------------ | ------------------------------ | ------------------------------ |
| 1957−1959.                     | Део Француске                  | Део Француске                  | Део Француске                  | Део Француске                  | Део Француске                  | Део Француске                  | Део Француске                  | Део Француске                  |
| 1962−1978.                     | Нису учествовали               | Нису учествовали               | Нису учествовали               | Нису учествовали               | Нису учествовали               | Нису учествовали               | Нису учествовали               | Нису учествовали               |
| 1980.                          | Нису се квалификовали          | Нису се квалификовали          | Нису се квалификовали          | Нису се квалификовали          | Нису се квалификовали          | Нису се квалификовали          | Нису се квалификовали          | Нису се квалификовали          |
| 1982.                          | Нису се квалификовали          | Нису се квалификовали          | Нису се квалификовали          | Нису се квалификовали          | Нису се квалификовали          | Нису се квалификовали          | Нису се квалификовали          | Нису се квалификовали          |
| 1984.                          | Нису учествовали               | Нису учествовали               | Нису учествовали               | Нису учествовали               | Нису учествовали               | Нису учествовали               | Нису учествовали               | Нису учествовали               |
| 1986.                          | Нису се квалификовали          | Нису се квалификовали          | Нису се квалификовали          | Нису се квалификовали          | Нису се квалификовали          | Нису се квалификовали          | Нису се квалификовали          | Нису се квалификовали          |
| 1988.                          | Нису учествовали               | Нису учествовали               | Нису учествовали               | Нису учествовали               | Нису учествовали               | Нису учествовали               | Нису учествовали               | Нису учествовали               |
| 1990.                          | Одустали током квалификација   | Одустали током квалификација   | Одустали током квалификација   | Одустали током квалификација   | Одустали током квалификација   | Одустали током квалификација   | Одустали током квалификација   | Одустали током квалификација   |
| 1992.                          | Нису се квалификовали          | Нису се квалификовали          | Нису се квалификовали          | Нису се квалификовали          | Нису се квалификовали          | Нису се квалификовали          | Нису се квалификовали          | Нису се квалификовали          |
| 1994.                          | Одустали од квалификација      | Одустали од квалификација      | Одустали од квалификација      | Одустали од квалификација      | Одустали од квалификација      | Одустали од квалификација      | Одустали од квалификација      | Одустали од квалификација      |
| 1996.                          | Нису се квалификовали          | Нису се квалификовали          | Нису се квалификовали          | Нису се квалификовали          | Нису се квалификовали          | Нису се квалификовали          | Нису се квалификовали          | Нису се квалификовали          |
| 1998.                          | Нису се квалификовали          | Нису се квалификовали          | Нису се квалификовали          | Нису се квалификовали          | Нису се квалификовали          | Нису се квалификовали          | Нису се квалификовали          | Нису се квалификовали          |
| 2000.                          | Одустали од квалификација      | Одустали од квалификација      | Одустали од квалификација      | Одустали од квалификација      | Одустали од квалификација      | Одустали од квалификација      | Одустали од квалификација      | Одустали од квалификација      |
| 2002.                          | Нису се квалификовали          | Нису се квалификовали          | Нису се квалификовали          | Нису се квалификовали          | Нису се квалификовали          | Нису се квалификовали          | Нису се квалификовали          | Нису се квалификовали          |
| 2004.                          | Нису се квалификовали          | Нису се квалификовали          | Нису се квалификовали          | Нису се квалификовали          | Нису се квалификовали          | Нису се квалификовали          | Нису се квалификовали          | Нису се квалификовали          |
| 2006.                          | Нису се квалификовали          | Нису се квалификовали          | Нису се квалификовали          | Нису се квалификовали          | Нису се квалификовали          | Нису се квалификовали          | Нису се квалификовали          | Нису се квалификовали          |
| 2008.                          | Нису се квалификовали          | Нису се квалификовали          | Нису се квалификовали          | Нису се квалификовали          | Нису се квалификовали          | Нису се квалификовали          | Нису се квалификовали          | Нису се квалификовали          |
| 2010.                          | Нису се квалификовали          | Нису се квалификовали          | Нису се квалификовали          | Нису се квалификовали          | Нису се квалификовали          | Нису се квалификовали          | Нису се квалификовали          | Нису се квалификовали          |
| 2012.                          | Одустали од квалификација      | Одустали од квалификација      | Одустали од квалификација      | Одустали од квалификација      | Одустали од квалификација      | Одустали од квалификација      | Одустали од квалификација      | Одустали од квалификација      |
| 2013.                          | Нису учествовали               | Нису учествовали               | Нису учествовали               | Нису учествовали               | Нису учествовали               | Нису учествовали               | Нису учествовали               | Нису учествовали               |
| 2015.                          | Нису се квалификовали          | Нису се квалификовали          | Нису се квалификовали          | Нису се квалификовали          | Нису се квалификовали          | Нису се квалификовали          | Нису се квалификовали          | Нису се квалификовали          |
| 2017.                          | Нису се квалификовали          | Нису се квалификовали          | Нису се квалификовали          | Нису се квалификовали          | Нису се квалификовали          | Нису се квалификовали          | Нису се квалификовали          | Нису се квалификовали          |
| 2019.                          | Будући догађај                 | Будући догађај                 | Будући догађај                 | Будући догађај                 | Будући догађај                 | Будући догађај                 | Будући догађај                 | Будући догађај                 |
| 2021.                          | Будући догађај                 | Будући догађај                 | Будући догађај                 | Будући догађај                 | Будући догађај                 | Будући догађај                 | Будући догађај                 | Будући догађај                 |
| 2023.                          | Будући догађај                 | Будући догађај                 | Будући догађај                 | Будући догађај                 | Будући догађај                 | Будући догађај                 | Будући догађај                 | Будући догађај                 |
| Укупно                         | −                              | 0/31                           | −                              | −                              | −                              | −                              | −                              | −                              |